# Estádio Acácio Zêunio da Silva
O Estádio Acácio Zêunio da Silva é um estádio de futebol localizado na cidade de Biguaçu, no estado de Santa Catarina, é de propriedade da prefeitura municipal e tem capacidade para 5.000 torcedores. É sede dos jogos do time profissional de futebol da cidade, o Esporte Clube Biguaçu, e também recebe os jogos dos torneios amadores da cidade.